# Liste d'îles nommées d'après le calendrier
Cet article recense des îles nommées d'après des entrées du calendrier grégorien ou des jours de la semaine.

## Liste

### Jours de la semaine

#### Mercredi
Îles nommées d'après mercredi (Wednesday en anglais) :
- Île Wednesday, archipel Wilhelm, Antarctique
- Île Wednesday, détroit de Torrès, Australie

#### Jeudi
Îles nommées d'après jeudi (Thursday en anglais) :
- Île Thursday, détroit de Torrès, Australie

#### Friday
Îles nommées d'après vendredi (Friday en anglais) :
- Île Friday, détroit de Torrès, Australie
- Île Friday, îles Auckland, Nouvelle-Zélande
- Île Friday, Tamise, Royaume-Uni

#### Dimanche
Îles nommées d'après dimanche (Sunday en anglais) :
- En Australie :
  - Îlot Sunday, Queensland
  - Sunday Island (en), Victoria
  - Sunday Island, golfe d'Exmouth, Australie-Occidentale
  - Sunday Island, King Sound, Australie-Occidentale
- Dominique (découverte européenne par Christophe Colomb le dimanche 3 novembre 1493)

### Fêtes religieuses

#### Ascension
Îles nommées d'après l'Ascension :
- Île de l'Ascension, territoire britannique (redécouverte par Afonso de Albuquerque le jour de l'Ascension 1503)
- Îles de l'Ascension, Nunavut, Canada

#### Noël
Îles nommées d'après Noël (Christmas en anglais) :
- Île Christmas, Australie (découverte le 25 décembre 1643)
- Île Christmas, Kiribati (redécouverte par James Cook la nuit du 24 décembre 1777)

#### Pâques
Îles nommées d'après Pâques :
- Île de Pâques (découverte européenne par Jakob Roggeveen à le jour de Pâques, le 5 avril 1722)

#### Pentecôte
Îles nommées d'après la Pentecôte :
- Îles Whitsunday (Whitsunday est un synonyme anglais pour Pentecost ; découvertes par James Cook en juin 1770 et baptisées ainsi car il pensait qu'il était le jour de la Pentecôte)

#### Saint-Michel
Îles nommées d'après la Saint-Michel (fête) (Michaelmas en anglais), célébration de l'archange Michel ayant lieu le 29 septembre :
- Île Michaelmas (en), Australie-Occidentale, Australie